# سفارت سوئد در بانکوک
سفارت سوئد در بانکوک (به لاتین: Embassy of Sweden) یک سفارت در تایلند است که در Khlong Toei واقع شده‌است.